# Elke Clijsters
Pour les articles homonymes, voir Clijsters.
Elke Clijsters, née le 18 janvier 1985 à Bilzen, est une joueuse de tennis belge, professionnelle sur le circuit WTA au début des années 2000.
Championne du monde junior en double filles en 2002, elle a remporté cette année-là, le tournoi de Wimbledon (avec Barbora Strýcová) et l'US Open (avec Kirsten Flipkens). Elle a dû mettre un terme à sa carrière prématurément, en 2004, à cause d'une blessure récurrente au dos.
Elke est la fille de Lei Clijsters (footballeur, membre de l'équipe nationale de Belgique à la fin des années 1980) et de Els Vandecaetsbeek (ancienne championne de Belgique de gymnastique) ; elle est également la sœur cadette de Kim, elle aussi joueuse de tennis ex-numéro un mondiale.
Elle fut mariée au footballeur belge Jelle Van Damme de 2008 à 2016 avec qui elle a 2 enfants, Cruz Léo, né le 12 octobre 2009 et Cléo, née le 23 novembre 2010.

## Palmarès

### Titre en simple dames
Aucun

### Finale en simple dames
Aucune

### Titre en double dames
Aucun

### Finale en double dames
Aucune

## Parcours en Fed Cup
| #                                                                  | Date       | Lieu    | Surface         | Gagnante(s)                      | Perdante(s)                      | Score    |          |
|                                                                    |            |         |                 |                                  |                                  |          |          |
| 2002 - 1/4 de finale (groupe mondial) - Italie - Belgique - 4 : 1  |            |         |                 |                                  |                                  |          |          |
| 1                                                                  | 20/07/2002 | Bologne | Terre (ext.)    | A. Serra Zanetti Roberta Vinci   | Elke Clijsters Laurence Courtois | 7-5, 6-4 | Parcours |
|                                                                    |            |         |                 |                                  |                                  |          |          |
| 2003 - 1/2 finale (groupe mondial) - États-Unis - Belgique - 4 : 1 |            |         |                 |                                  |                                  |          |          |
| 2                                                                  | 19/11/2003 | Moscou  | Moquette (int.) | Lisa Raymond                     | Elke Clijsters                   | 6-2, 6-1 | Parcours |
| 2                                                                  | 19/11/2003 | Moscou  | Moquette (int.) | Martina Navrátilová Lisa Raymond | Elke Clijsters Caroline Maes     | 6-1, 6-4 | Parcours |
|                                                                    |            |         |                 |                                  |                                  |          |          |
| 2004 - 1er tour (groupe mondial) - Belgique - Croatie - 3 : 2      |            |         |                 |                                  |                                  |          |          |
| 3                                                                  | 24/04/2004 | Bree    | Terre (int.)    | Darija Jurak Iva Majoli          | Elke Clijsters Kirsten Flipkens  | 6-4, 6-1 | Parcours |

## Classements WTA

### Classements en simple en fin de saison
| Année | 2000 | 2001 | 2002 | 2003 | 2004 |
| Rang  | 665  | 761  | 675  | 431  | 648  |

Source : (en) « Classements de Elke Clijsters », sur le site officiel du WTA Tour

### Classements en double en fin de saison
| Année | 2000 | 2001 | 2002 | 2003 | 2004 |
| Rang  | 853  | 657  | 613  | 263  | 326  |

Source : (en) « Classements de Elke Clijsters », sur le site officiel du WTA Tour